# Коммонс, Ким
Ким Коммонс (англ. Kim Commons; 23 июля 1951, Ланкастер, Калифорния — 23 июня 2015) — американский шахматист, международный мастер (1976). Физик по специальности.
Победитель чемпионата Калифорнии 1972 года. Участник 24-го чемпионата США (1975) в г. Оберлине (поделил 6—9 место).
В составе национальной сборной участник следующих соревнований:
- 22-я шахматная олимпиада (1976) в Хайфе. Команда США заняла 1-е место. К. Коммонс показал лучший результат на 1-й резервной доске.
- 2 командных чемпионата мира среди студентов (1972 и 1977).

## Изменения рейтинга
| График не отображается по техническим причинам. Чтобы исправить это, воспроизведите график в новом формате, если это возможно. |